# 黑龙江百科全书
黑龙江百科全书，由黑龙江省人民政府组织修订、中国大百科全书出版社出版。第一版的工作從1988年開始，2007年發行第二版。中國大百科全書出版社編撰的中国地区性百科全书由此書開始。